# Nesippus crypturus
A Nesippus crypturus az állkapcsilábas rákok (Maxillopoda) osztályának a Siphonostomatoida rendjébe, ezen belül a Pandaridae családjába tartozó faj.

## Tudnivalók
Tengeri élőlény. Mint sok más rokona, a Nesippus crypturus is élősködő életmódot folytat. A gazdaállatai a következők: fonócápa (Carcharhinus brevipinna), selyemcápa (Carcharhinus falciformis), galápagosi cápa (Carcharhinus galapagensis), bikacápa (Carcharhinus leucas), homokpadi cápa (Carcharhinus plumbeus), óceáni fehérfoltú cápa (Carcharhinus longimanus), tigriscápa (Galeocerdo cuvier), Rhizoprionodon acutus, Scoliodon laticaudus, nagy pörölycápa (Sphyrna mokarran) és csipkés pörölycápa (Sphyrna lewini).